# Rudolf Weigl
Rudolf Stefan Jan Weigl, poljski mikrobiolog, parazitolog in akademik, * 2. september 1883, Přerov, Moravska, Avstro-Ogrska (danes Češka), † 11. avgust 1957, Zakopane, Poljska.
Razvil je prvo učinkovito cepivo proti tifusu (natančneje pegasti tifus), s katerim je rešil številna življenja med nacistično okupacijo Poljske med drugo svetovno vojno.

## Življenjepis
Rodil se je v avstrijsko-nemški družini. Njegov oče se je smrtno ponesrečil, ko je bil še majhen otrok, njegova mati pa se je nato poročila s poljskim učiteljem Józefom Trojnarjem. Družina se je preselila v Lvov, v poljsko govorno območje avstrijske okupacijske cone takratne Poljske (danes Ukrajina). Pod vplivom očima in svoje nove okolice je pridobil navdušenje za naravoslovje, hkrati pa je postal zaveden Poljak. Po maturi je vpisal študij biologije na filozofski fakulteti Univerze v Lvovu, kjer je diplomiral leta 1907. Nato je postal asistent pri profesorju biologije Józefu Nusbaum-Hilarowiczu in naslednje leto obranil doktorsko disertacijo s tezo o histologiji vretenčarskih nevronov. 
Med prvo svetovno vojno ga je avstrijska vojska vpoklicala kot raziskovalca v vojaških laboratorijih za izvajanje raziskav na tifusu, na osnovi dognanja Charlesa Nicolla, da to bolezen prenašajo zajedavske uši. Ta nalezljiva bolezen je namreč pogosto izbruhnila prav v času vojn ter občutno vplivala na strategijo, pa tudi sicer je bila ena najhujših nalezljivih bolezni tiste dobe. Možnost rešiti milijone življenj je Weigla spodbudila da je prevzel vodenje raziskav. Gradil je na delu Rocha Lime, ki je identificiral povzročitelja kot bakterijo Rickettsia prowazekii in ugotovil, da se razmnožuje v ušjih prebavilih. Namnoževanje v raziskovalne namene je bilo problematično, saj se je izkazalo, da se patogen ne prenaša od uši do uši, okuževanje uši s sesanjem na bolnikih pa ni bilo praktično. Weigl se je zato domislil drugačne rešitve in uspel okužiti uš z injiciranjem bakterij v črevo skozi zadnjično odprtino. To je bil ključni preboj, ki je omogočil obsežnejše raziskave. Leta 1918 je prevzel vodenje lastnega laboratorija, dve leti kasneje pa so zanj na Univerzi v Lvovu ustanovili inštitut za raziskave tifusa in virusov.
Vzporedno je leta 1918 postal asistent na oddelku za histologijo in embriologijo medicinske fakultete v Lvovu in dve leti kasneje profesor ter vodja oddelka za splošno biologijo. V tem obdobju je razvil prvo učinkovito cepivo proti pegastemu tifusu iz izoliranih in zmletih ušjih prebavil v fenolnem pufru. Prvi poskus na človeku sta brez Weiglove vednosti izvedla njegova asistenta, ki sta verjela v učinkovitost, šele potem so se raziskovalci lotili bolj množičnih kliničnih poskusov. Kmalu je postal njegov laboratorij mednarodno znan. Weigl je s križanjem pridobil sev uši, ki ga je bilo enostavno vzdrževati in vzpostavil množično produkcijo okuženih osebkov za izolacijo. Najbolj problematičen del je bil hranjenje uši da so preživele do izolacije; v ta namen so temeljito precepljeni sodelavci prislonili posebne kletke z ušmi ob svoje stegno in pustili, da jim sesajo kri. Uspešni preskusi cepiva so pritegnili veliko pozornosti javnosti in že v obdobju med vojnama je bilo v uporabi v več državah, med drugim celo na Kitajskem, kamor so ga prinesli misijonarji.
Ob začetku druge svetovne vojne je Sovjetska zveza okupirala ta del Poljske. Kmalu so se pričele prisilne deportacije Poljakov, do Weiglovega inštituta pa so Rusi gojili spoštovanje. K njemu je prišel Nikita Hruščov, takrat generalni sekretar Komunistične partije Ukrajine, in mu ponudil direktorski položaj na Sovjetski akademiji znanosti v Moskvi, kar je Weigl odklonil. Namesto tega je postal njegov inštitut zatočišče za Poljake, saj so bili zaposleni razmeroma varni pred preganjanjem. Ta položaj je obdržal tudi po tem, ko so Lvov zavzeli Nemci. Tudi ti so ponujali Weiglu različne položaje, od državljanstva (Reichsdeutsche) do vodstva posebej zanj ustanovljenega inštituta v Berlinu, ki pa jih je kategorično zavračal. Sčasoma je zanj na inštitutu hranila uši množica poljskih intelektualcev, med njimi celo Judov, skupaj več kot 500 posameznikov, ki jih je s tem rešil pred pregonom. Nemci so jih pustili pri miru, saj so zaradi izpostavljenosti tifusu veljali za tvegane. Poleg tega je Weigl skrivoma organiziral dobavo cepiva v koncentracijska taborišča in geta, ki so bila še posebej ugodna okolja za razvoj epidemij.
Leta 1944 je Rdeča armada znova zavzela Lvov, ki je ostal pod sovjetsko oblastjo v skladu z dogovorom med zavezniki. Ti so mesto etnično očistili in deportaciji v osrednjo Poljsko se tokrat ni izognil niti Weigl. Po koncu vojne se je ustalil v Krakovu, kjer je dobil položaj profesorja na Jagelonski univerzi, leta 1948 pa je bil iz političnih razlogov (zaradi obtožbe o kolaboraciji z okupatorjem) premeščen na Univerzo v Poznanju. Na obeh je prišel v konflikt z akademskim vodstvom, zato se s poučevanjem ni aktivno ukvarjal, hkrati pa se je grožnja tifusa zmanjšala zaradi izboljšane javne higiene in zatiranja prenašalca. V 1950. letih se je umaknil iz akademskega okolja in nadaljeval z raziskavami v majhnem inštitutu za tifus v Krakovu, podrejenem ministrstvu za zdravstvo, do njegove nenadne smrti na počitnicah v Zakopanah leta 1957.

## Pomen in priznanja
Poleg njegovega najodmevnejšega prispevka znanosti – iznajdbi prvega učinkovitega cepiva proti pegastemu tifusu – so pomembni tudi drugi Weiglovi dosežki. Bil je prvi, ki je uporabil žive žuželke za vzpostavitev kulture povzročitelja nalezljive bolezni, kar je vplivalo na sodobne tehnike gojenja patogenov. Poleg tega je razvil metodo za razločevanje sevov rikecije, kar je omogočilo študijo odpornosti.
Kljub temu, da so bile po koncu vojne njegove zasluge nekoliko prezrte, je prejel različna priznanja. Papež Pij XI. mu je podelil red sv. Gregorja Velikega, belgijski kralj mu je podelil red Leopolda, prejel pa je tudi red Polonia Restituta, ki je eno najvišjih poljskih priznanj. Izvoljen je bil za člana Poljske akademije umetnosti in več tujih akademskih ustanov. Večkrat je bil nominiran za Nobelovo nagrado, za katero pa ni imel politične podpore poljske vlade, zato je ni prejel.
Leta 2003 mu je izraelska spominska organizacija Jad Vašem posthumno podelila naziv »Pravičnega med narodi« za njegovo pomoč Judom med holokavstom.